# Preah Thong y Neang Neak

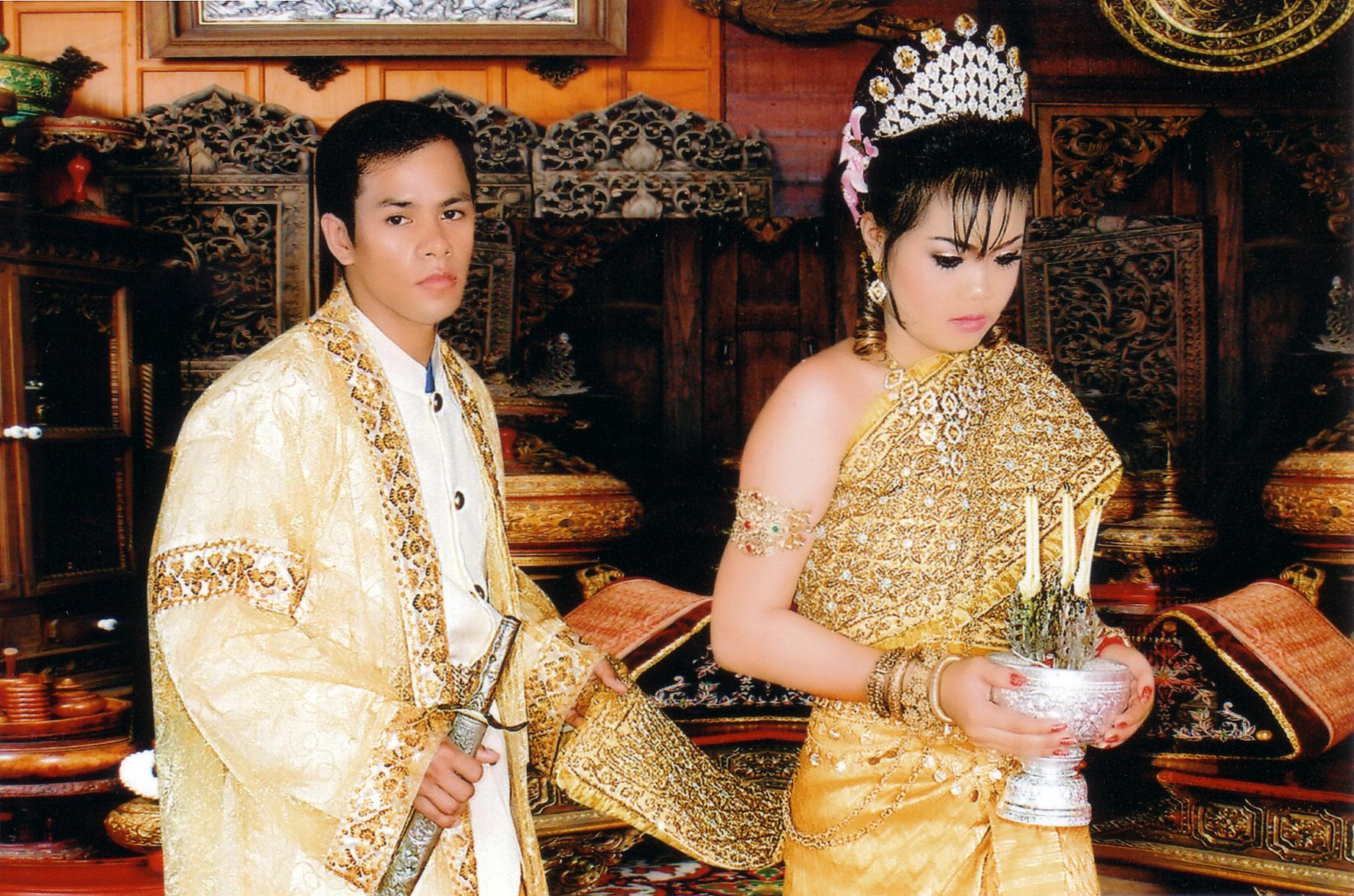
Imagen de Preah Thong y Neang Neak

Preah Thong (Kaundinya I) y Neang Neak ( Reina Soma ) son personajes simbólicos en la cultura Khmer . Se cree que fundaron el estado preangkoriano de Funan . Gran parte de las costumbres de la boda jemer se remonta al matrimonio de Preah Thong y Neang Neak.
Según los informes de dos enviados chinos, Kang Tai y Zhu Ying, el estado de Funan fue establecido por un indio llamado Kaundinya. En el siglo I EC (¿fuente?), Kaundinya recibió instrucciones en un sueño de tomar un arco mágico de un templo y derrotar a una princesa Naga llamada Soma (chino: Liuye, "Hoja de sauce"), la hija del rey de los Naga. Más tarde se casó con Kaundinya (chino: Huntien) y su linaje se convirtió en la dinastía real de Funan . Kaundinya luego construyó una capital y cambió el nombre del país a 'Kambuja'.  [ cita requerida ]

## .ReferenciasEditar
1. ^ El mundo de Asia y el Pacífico [1][ enlace muerto permanente ] . Consultado el 5 de marzo de 2013.

## ..Ver tambiénEditar
- Funan

|  | Este artículo sobre una tradición es un trozo . Puedes ayudar a Wikipedia expandiéndolo . |

|  | Este artículo relacionado con Camboya es un resumen . Puedes ayudar a Wikipedia expandiéndolo . |

- Datos: Q7239324